# Aurangabad
 (janvier 2023).
Aurangabad (en marathi औरंगाबाद (Auraṅgābād), du persan اورنگ‌آباد signifiant « construit par le trône » ; officiellement Sambhajinagar depuis 2022) est une ville et chef-lieu du district d'Aurangabad dans le Maharashtra en Inde.

## Histoire
Aurangabad, appelée originellement Khirki, Khidki ou Khadke, c'est-à-dire « porte, passage » (ouvrant sur le Deccan), est fondée en 1610 par Malik Ambar, un esclave éthiopien devenu premier ministre des Nizam d'Ahmednagar,. La ville devient la résidence de l'empereur moghol Aurangzeb en 1681, car elle fournit une base pratique pour les campagnes de conquête des sultanats du Dekkan et de soumission des Marathes. Il y vit jusqu'à sa mort en 1707, et la ville est renommée en son honneur.
Un projet de changement de nom a été initié en mai 2016. Certains nationalistes hindous ont voulu renommer la ville Sambhajinagar en l'honneur du héros marathe Sambhaji, le fils de Shivaji Bhonsla qui combattit Aurangzeb, mais la démarche n'a pas abouti jusqu'en 2022. L'ancien parti politique régional du Shiv Sena, alors en grave crise interne, rebaptise la ville de ce nom le 29 juin 2022 à des fins électorales.

## Monuments

### Bibi Ka Maqbara

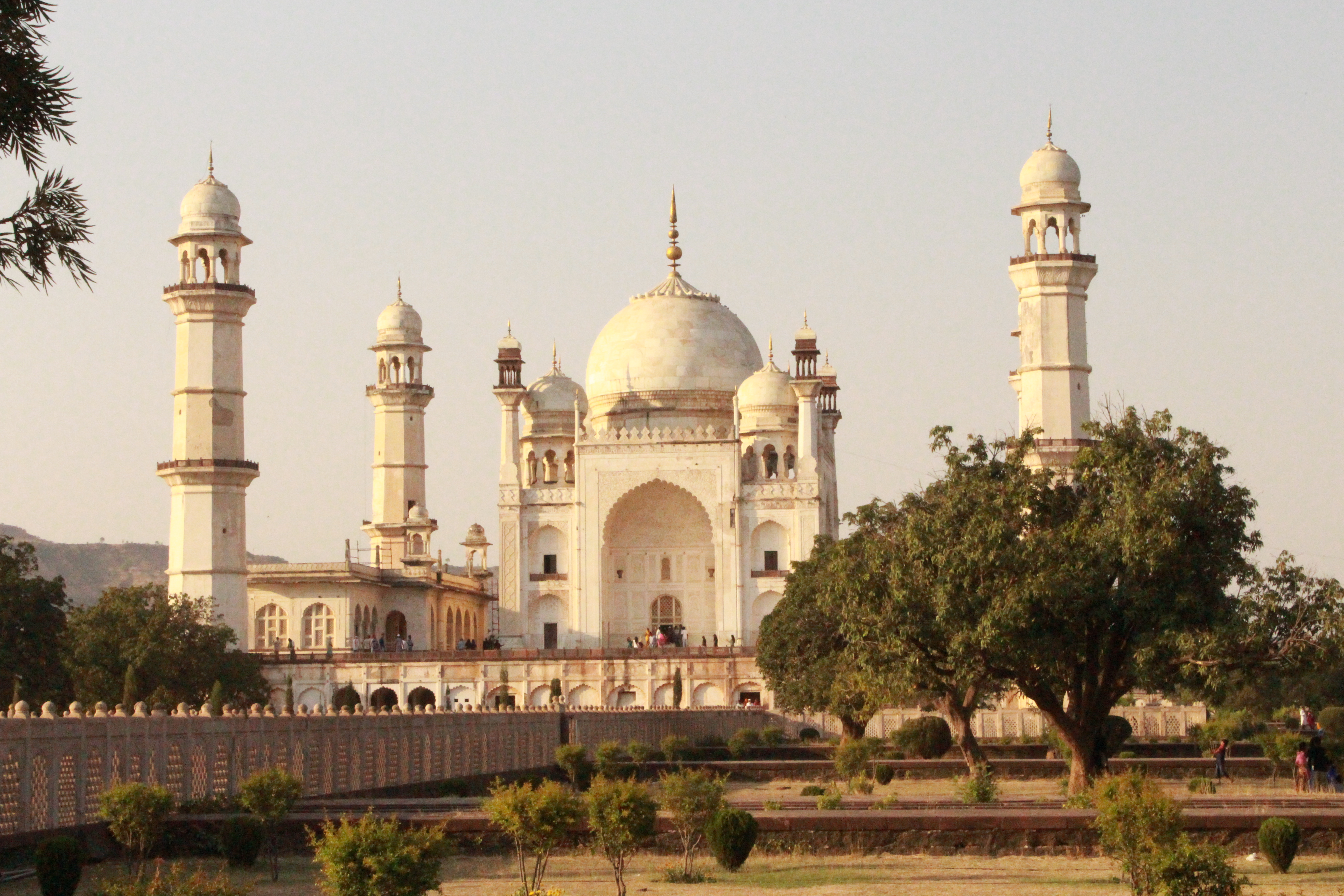
Bibi Ka Maqbara, le mausolée de la première épouse d'Aurangzeb.

Le mausolée appelé Bibi Ka Maqbara constitue le meilleur exemple d'architecture moghole dans la région. Il est particulièrement connu parce ce tombeau de la première épouse d'Aurangzeb est une sorte de réplique du Taj Mahal d'Agra. Les dates de sa construction sont sujettes à discussion mais elles se situent probablement aux alentours de 1660. Le mausolée se trouve au centre d'un jardin de style moghol.

### Les grottes d'Aurangabad
Moins impressionnante que les celles d'Ellora ou d'Ajanta, cet ensemble de grottes bouddhiques qui se trouve à trois kilomètres du mausolée de Bibi ka, au nord de la ville, donne cependant une bonne idée de cet art très présent dans le Maharashtra (26 sites de grottes sur les 60 que compte l'Inde). Il s'agit d'un ensemble monastique bouddhique, divisé en deux principaux groupes qui datent sans doute des VIe et VIIe siècles. Le groupe occidental est composé de cinq grottes excavées  pour des moines d'obédience mahayana (à l'exception de la 4, la plus ancienne d'entre elles, qui est un chaitya relevant du bouddhisme hinayana). Le groupe oriental (6-9) comprend quatre grottes; à cela viennent s'ajouter deux grottes tout à l'est, en fort mauvais état,,.

### Panchakki
Le Panchakki (« moulin à eau ») est un sanctuaire bâti en deux parties. La plus ancienne, qui date de 1117, est le dargah de Hazarat Baba Shah Musâfir, un ensemble regroupant sa tombe, une mosquée, un musée et une hôtellerie. Cette partie était rafraichie par une piscine située juste au-dessus.
La deuxième partie, créée en 1174, est ce qui donne son nom à l'ensemble c'est-à-dire le moulin à eau. Celui-ci utilise le système d'irrigation créé par Malik Ambar quand il a fondé la ville. Un cascade artificielle actionne une roue à aubes qui elle-même fait tourner un moulin permettant de moudre du blé et ainsi de produire de la farine. Cet ensemble a été créé par Hazarat Baba Mahmood pour nourrir les nombreux participants au pèlerinage de l'urs de Muzafir.

### Soneri Mahal
Soneri Mahal est le dernier palais restant à Aurangabad. Il a été construit au milieu du XVIIe siècle. Son nom vient de ce que les peintures du Darbar Mahal au rez-de-chaussée étaient peintes avec de l'eau d'or (Soneri) véritable. En 1979, il a été transformé en musée, et il est consacré entre autres à l'art art statuaire.

### Mosquée d'Alamgir

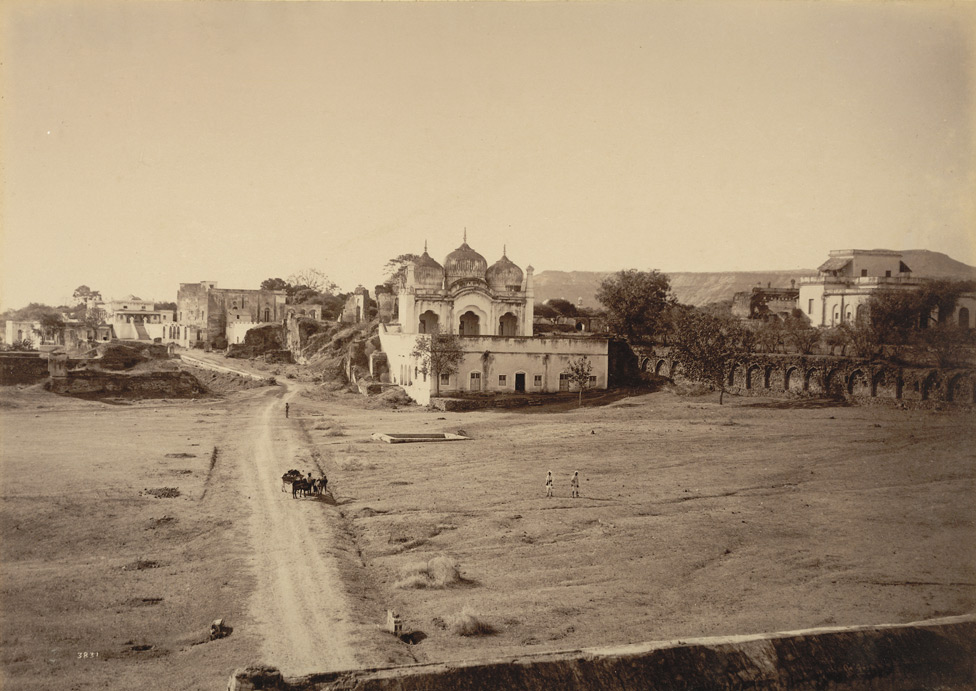
La mosquée Alamgir dans les années 1880.

En 1692, Aurangzeb fait construire une vaste citadelle nommée Killa Arrak, qui s'étend sur le terrain situé entre les portes de la Mecque et de Delhi. La construction englobe la Jama mosque (mosquée du vendredi) bâtie en 1612 par Malik Amber, qu'Aurangzeb va agrandir. Elle sera la mosquée personnelle de l’empereur et portera le titre que s'est donné  l’empereur, Alamgir (persan: « conquérant du monde »).
Cette mosquée est aujourd'hui le principal bâtiment qui reste de l'ensemble de la citadelle. Le bâtiment lui-même n'est pas une structure particulièrement importante, mais il présente une structure caractéristique de l'architecture moghole: vaste cour fermée par la salle des prières divisées en trois zones, chacune coiffée d'un coupole, sur le modèle de la mosquée du vendredi de Delhi.

### Les portes
Aurangabad a eu 52 portes, chacune ayant son histoire, dont certaines sont liées au règne d'Aurangzeb. Il en reste actuellement treize, quatre principales et trois secondaires.
Les quatre principales sont celles situées aux points cardinaux : la porte de Delhi au nord, la porte de Jalna à l'est, la porte de Paithan au sud et la porte de la Mecque à l'ouest. La plus grande et la plus ancienne est la porte de Badhkal Gate, la plus ancienne, première à avoir été construite par Malik Ambar pour célébrer sa victoire contre l'empire moghol en 1612.

### Aux environs
À une quinzaine de kilomètres d'Aurangabad se trouvent la ville forteresse de Daulatabad et la ville sainte de Khuldabad où se trouve la tombe d'Aurangzeb, à l'intérieur d'un complexe de tombes de saints soufis.

## Économie
La ville abrite une usine du groupe Volkswagen AG, produisant l'ensemble de la gamme Škoda Auto ainsi que quelques modèles Volkswagen et Audi.

### Tourisme
La ville offre un certain intérêt touristique, et elle a été déclarée capitale touristique du Maharashtra par le Maharashtra Tourism Development Corporation. Elle est proche des groupes de grottes bouddhiques d'Ellora et d'Ajanta (respectivement à trente et cent km d'Aurangabad).
En 2022, près de 400 000 touristes intérieurs ont visité Bibi Ka Maqabara, tandis que les grottes d'Ellora ont attiré plus de 411 000 touristes domestiques, et Daulatabad 200 000.

## Galerie

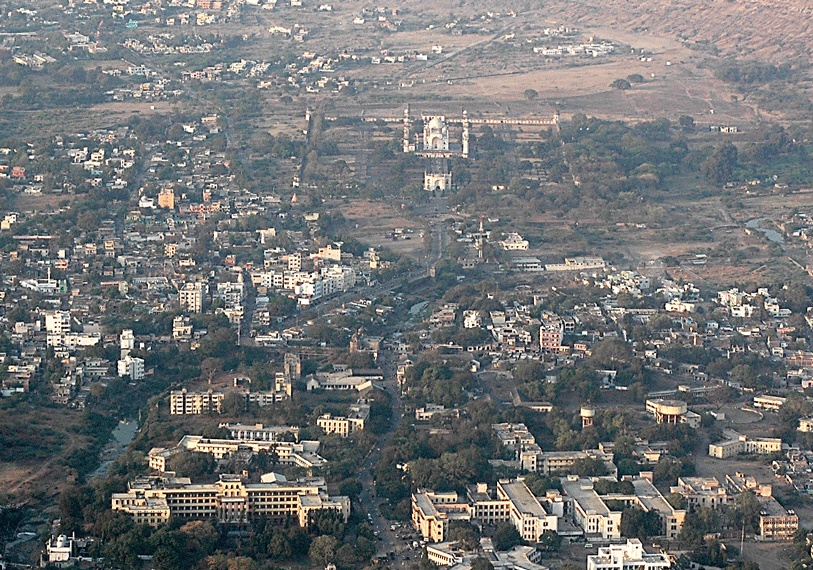
Vue aérienne d'Aurangabad. Au fond, l'ensemble de Bibi Ka Maqbara.
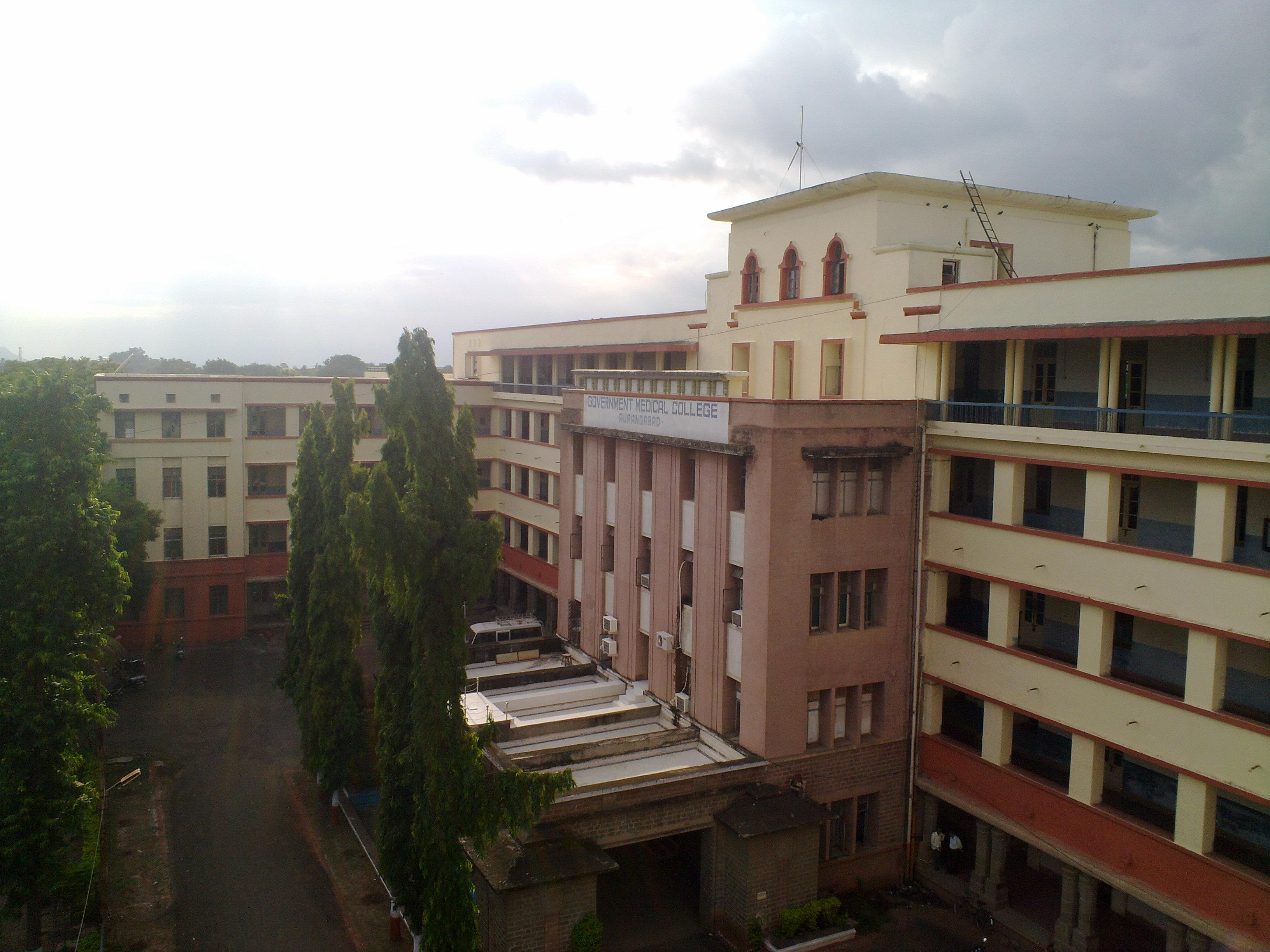
Le collège médical.
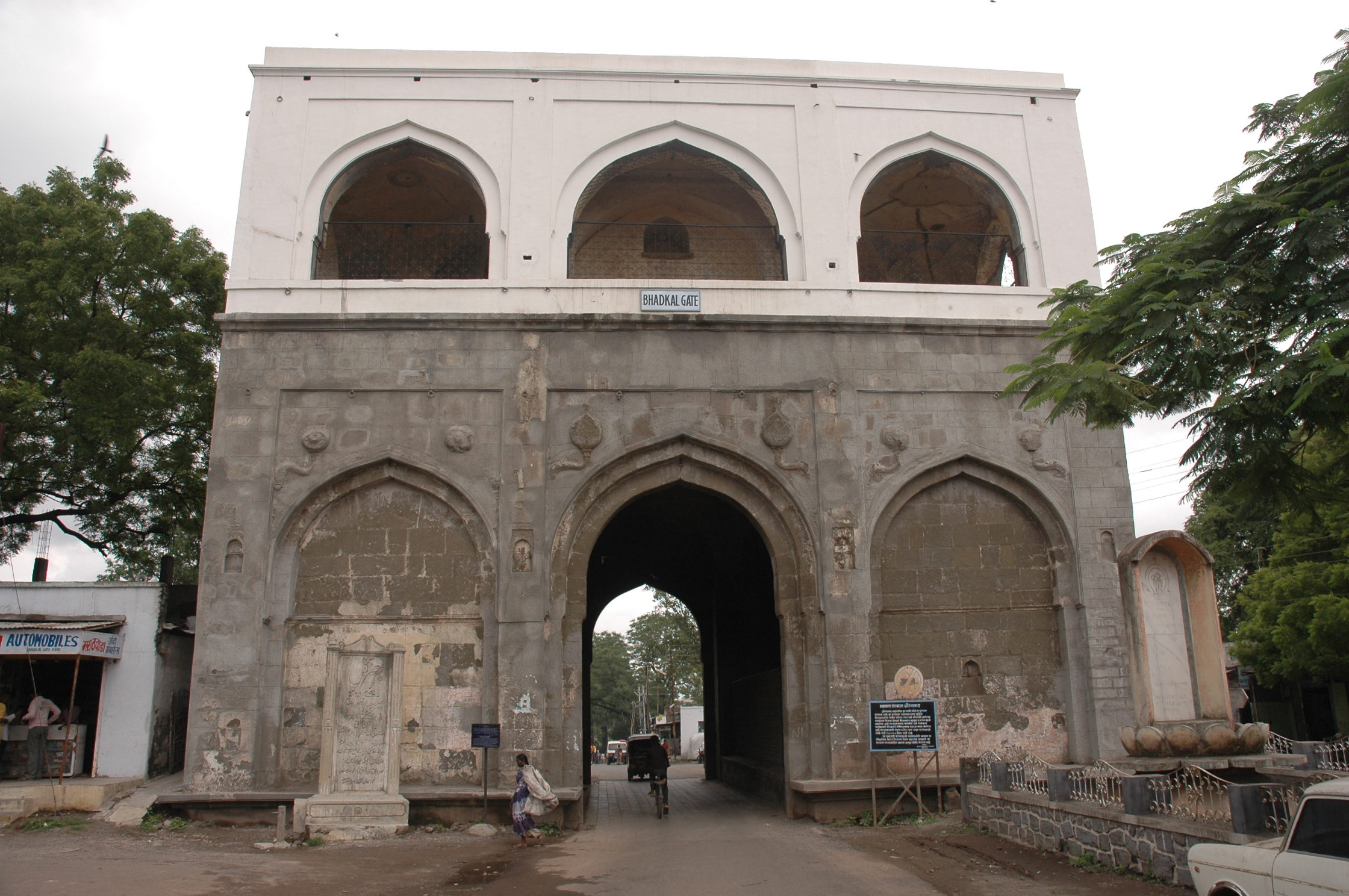
La porte de Bhadkal.
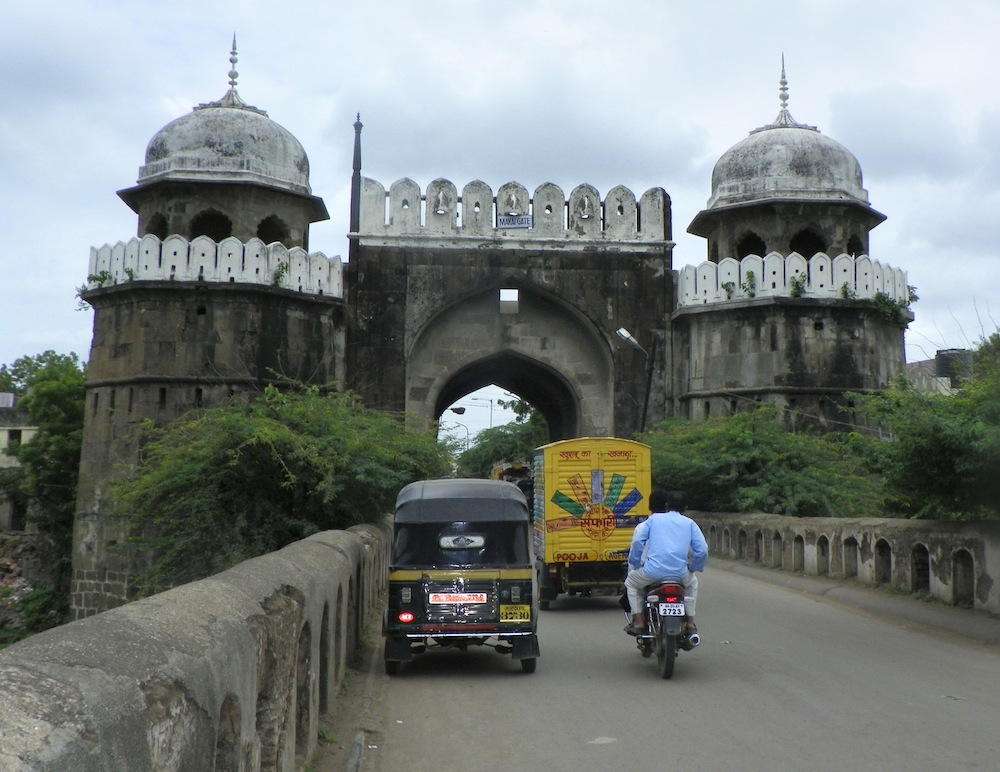
La porte de Delhi.
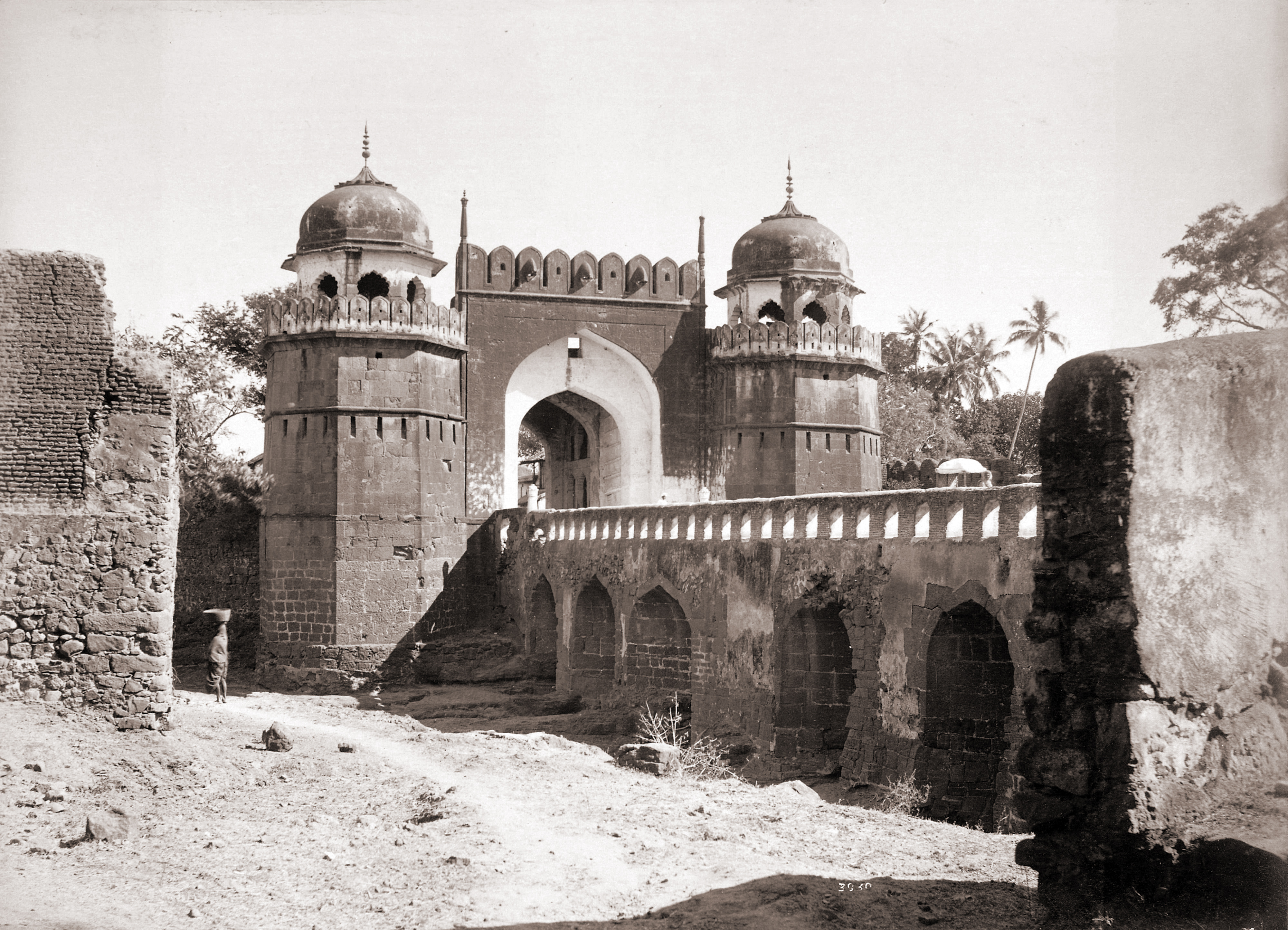
La porte de la Mecque.
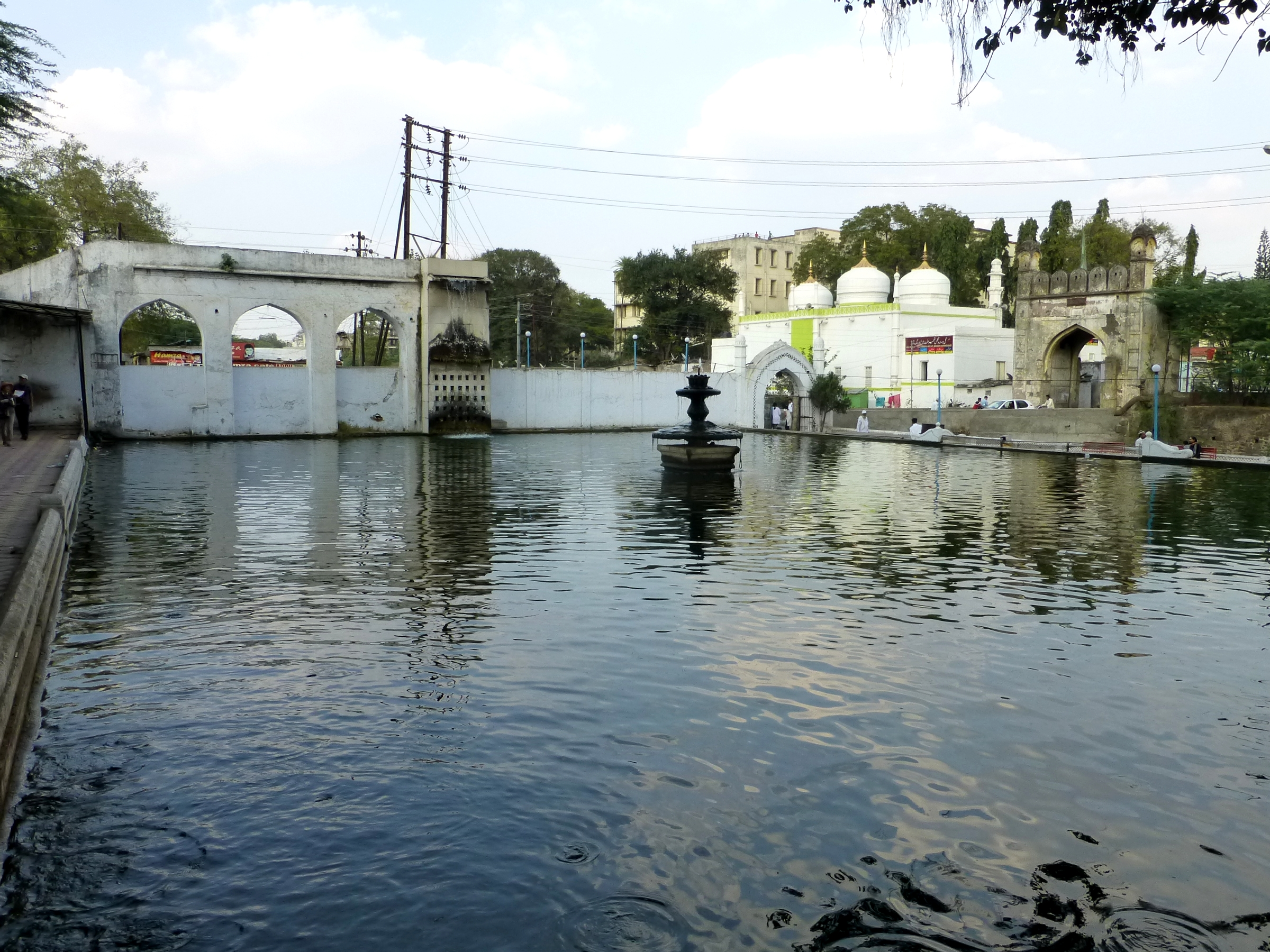
Panchakki: le bassin, la mosquée et le portail.
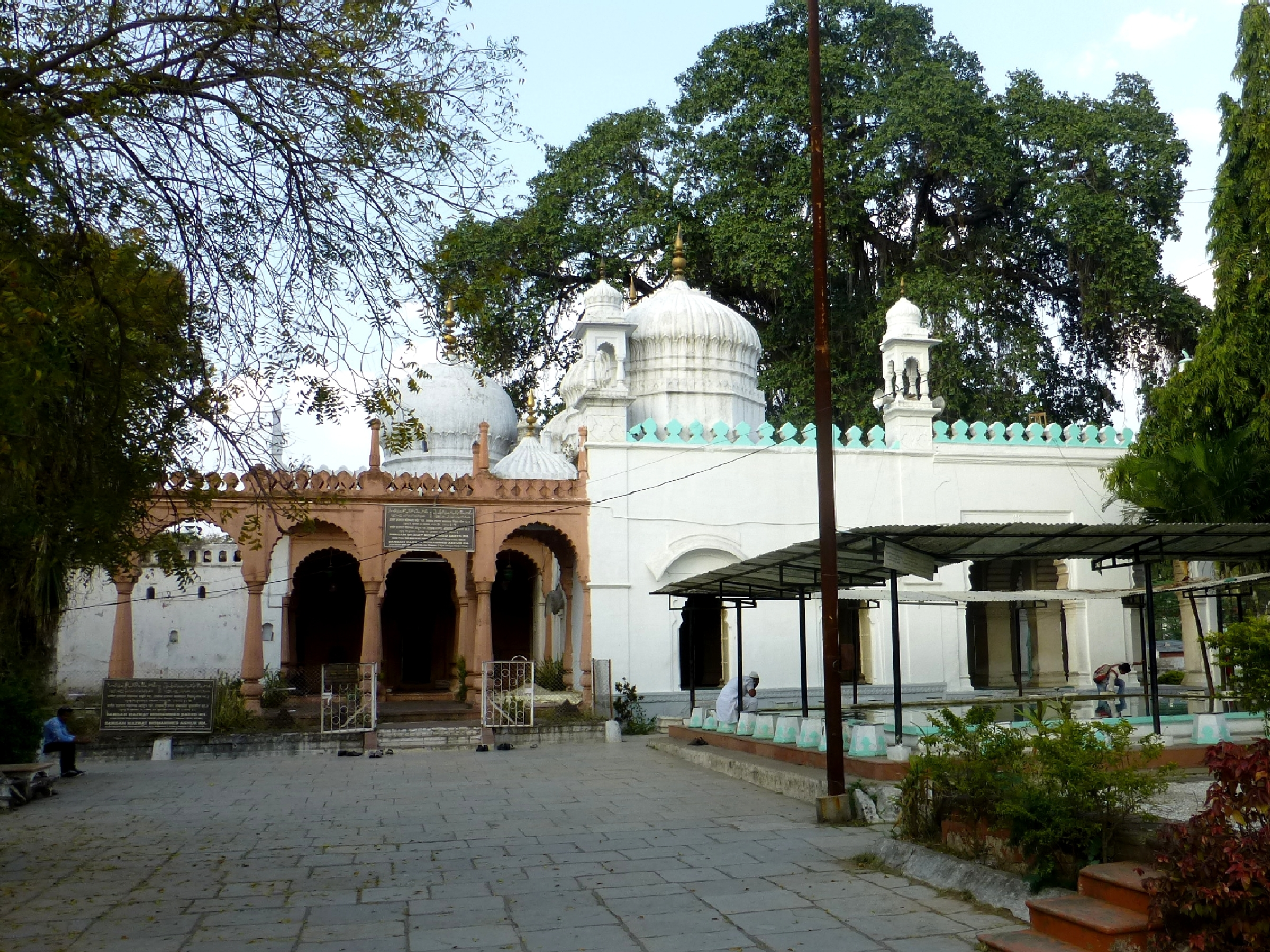
Panchkki: la mosquée.
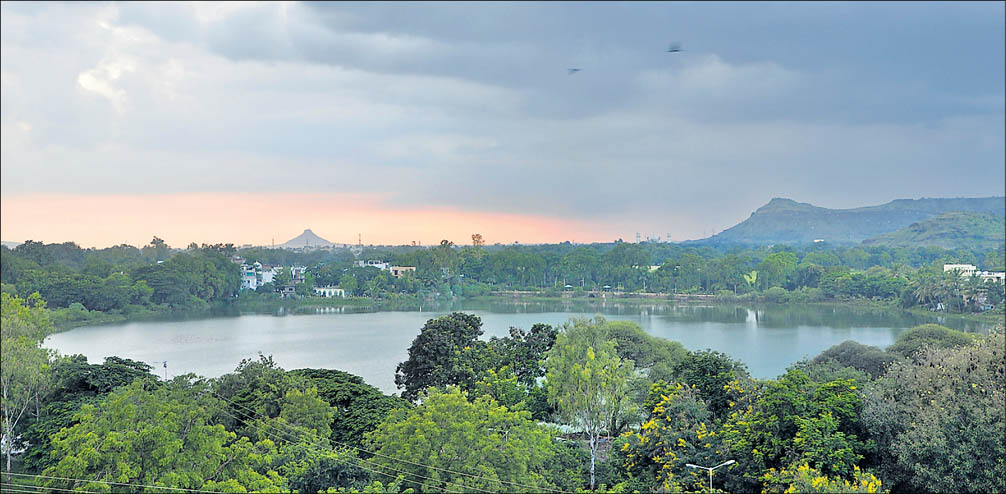
Le lac Salim Ali, situé près de la porte de Delhi.
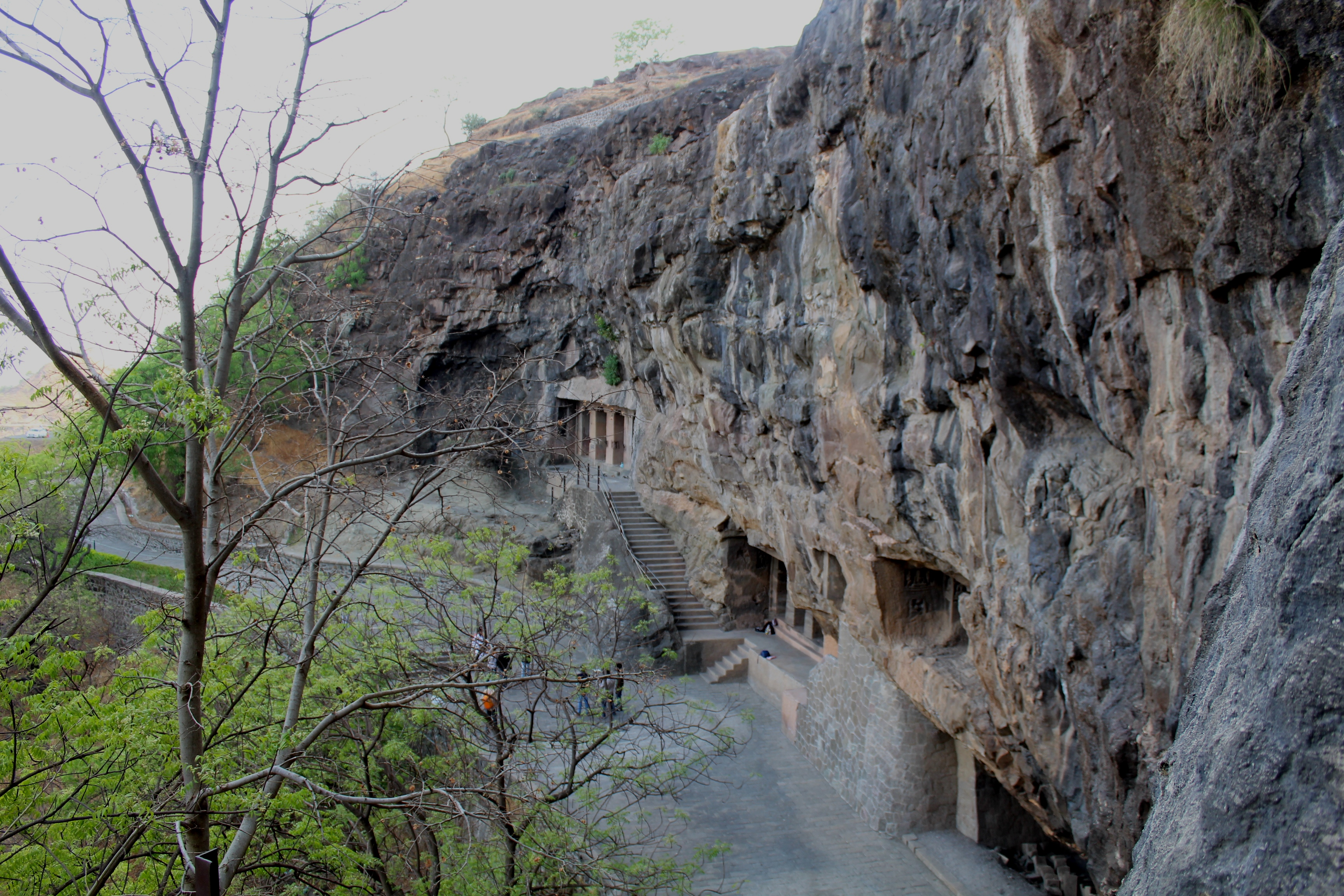
Vue du site des grottes d'Aurangabad.
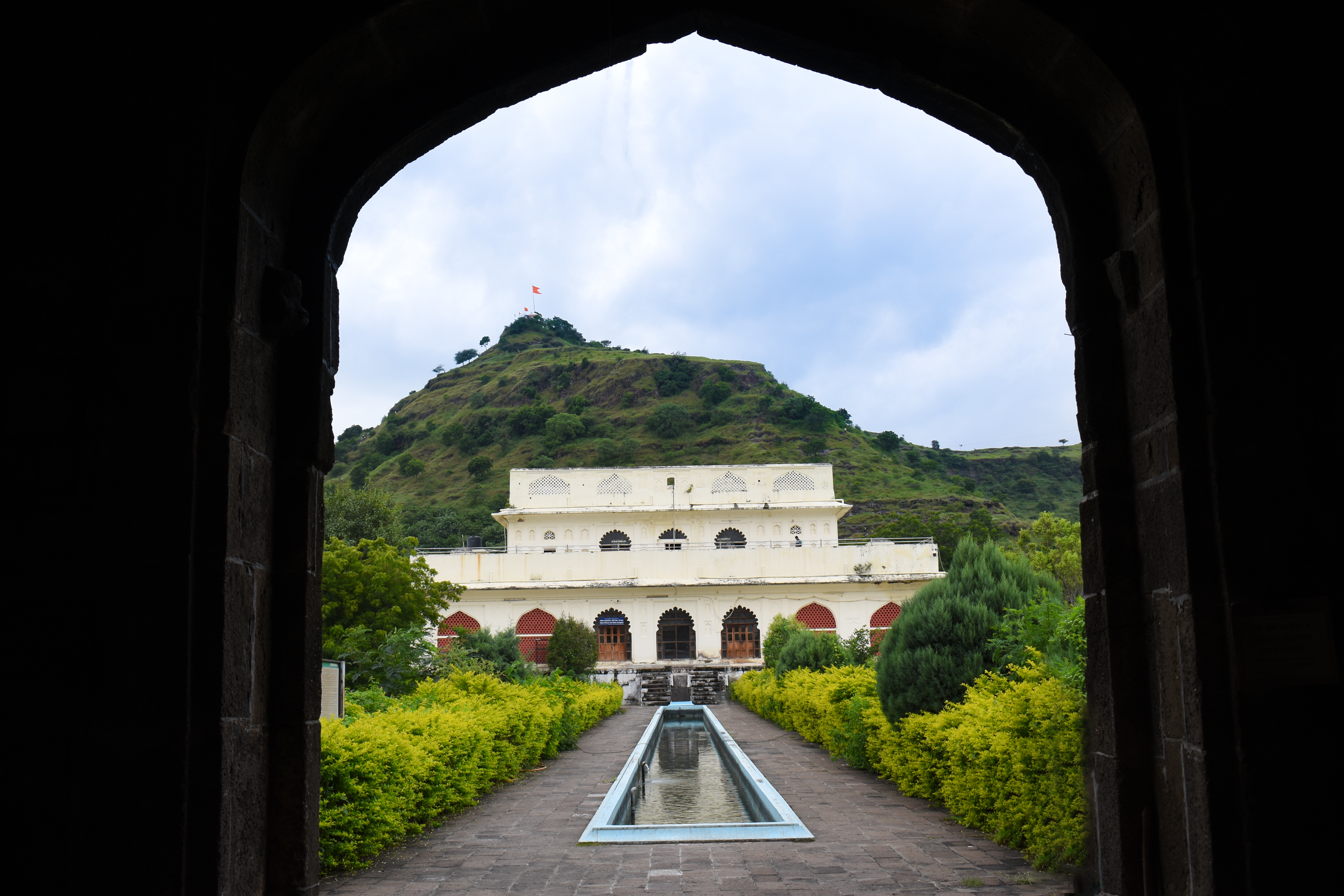
Le Soneri Mahal.